# Dinnebitodon
Dinnebitodon is een geslacht van uitgestorven geavanceerde herbivore Cynodonta uit het Vroeg-Jura. Het is alleen gevonden in de Kayenta-formatie in het noordoosten van Arizona. Het lijkt sterk op het verwante geslacht Kayentatherium uit dezelfde formatie. Het onderscheidt zich door verschillen in het gebit, terwijl ze in de meeste andere opzichten op elkaar lijken.

## Beschrijving
Dinnebitodon was een klein viervoetig dier met een kop van acht centimeter lang, behorend tot de herbivore familie Tritylodontidae. De beschrijving van Dinnebitodon geeft geen details over de structuur van het lichaam, behalve dat het vergelijkbaar was met Kayentatherium.

### Schedel en kaak
Het merendeel van de overblijfselen die tot nu toe zijn teruggevonden en zijn toegewezen aan het geslacht Dinnebitodon, zijn schedel- en kaakmateriaal. Deze tonen aan dat Dinnebitodon een schedel heeft van acht centimeter lang en uniek van vorm is. Er zijn drie voortanden aan weerszijden van de bovenkaak, waarbij de tweede voortand groot en goed ontwikkeld is met negen millimeter bij zeven millimeter. Er bevinden zich achter de hoektand vijf tanden in de bovenkaak die tegelijk functioneel zouden zijn geweest, met een zesde die mogelijk later in het leven van het dier doorbrak. Deze postcanine tanden lijken in dwarsdoorsnede op afgeronde vierkanten met drie rijen knobbels op hun occlusale oppervlakken. De tanden zijn aanmerkelijk verschillend van die van de andere twee benoemde tritylodontide geslachten Kayentatherium en Oligokyphus.

## Leefgebied
De Kayentaformatie werd afgezet in een omgeving van vervlochten rivieren en duinvelden, vergelijkbaar met het noorden van het huidige Senegal. Dinnebitodon was een landdier dat leefde in de 'Silty Facies' van de Kayentaformatie, wat een tussen duinen liggende rivierafzetting zou zijn geweest. De tanden lijken op die van moderne dieren die zich ook voeden met zaden en noten, wat suggereert dat Dinnebitodon zich misschien voedde met soortgelijk voedsel dat aanwezig was tijdens het Vroeg-Jura. Aangezien het naast zijn naaste verwant Kayentatherium leefde, zou een niche-verdeling van de hulpbronnen nodig zijn geweest om te voorkomen dat het werd weggeconcurreerd voor een voedselbron. Dit zou kunnen verklaren waarom twee op elkaar lijkende dieren een verschillend gebit hebben.

## Fossiele vondsten
Fossielen van Dinnebitodon werden voor het eerst ontdekt door William Amaral in 1978. Overblijfselen zijn ondergebracht in het Museum of Comparative Zoology van Harvard en in het Museum van Noord-Arizona.